# Golfmetingen
Voor het meten van zeegolven zijn verschillende methoden ontwikkeld. Het probleem bij het meten van zeegolven is het stochastische gedrag en de omgeving die vaak tot schade aan instrumenten leidt. Een natuurlijk golfveld met zeegolven bestaat uit golven van verschillende hoogten. Om de maatgevende hoogte van dit golfveld vast te leggen is de significante golfhoogte ingevoerd. Deze wordt aangegeven met het symbool Hs. In het verleden was dit de golfhoogte die visueel geschat werd door een getrainde waarnemer aan boord van het schip. Aangezien dit geen objectieve waarneming is, heeft men dit in de loop der tijd geformaliseerd, maar men is ook voor deze geformaliseerde waarden vaak wel het begrip significante golfhoogte blijven gebruiken.

## Metingen op één punt en meting van de gemiddelde toestand in een gebied
Afgezien van de visuele schatting van de golfhoogte (vroeger heel gebruikelijk, maar zeer onbetrouwbaar) kan de golfhoogte lokaal op één meetpunt gemeten worden, of gemiddeld in een ruimtelijk gebied. Bij de eerste methode wordt een meetpaal, meetboei of een sonarapparaat gebruikt. Bij de tweede methode wordt over het algemeen van remote sensing gebruik gemaakt (reflectie van bijv. radiogolven, radar). De eerste methode is zeer betrouwbaar en geeft gedetailleerde informatie over de lokale golf, maar is natuurlijk beperkt tot maar een punt. De tweede methode geeft een geaggregeerd beeld over een groter gebied, maar de geografische precisie is veel lager. In de periode van 1950-1980 is veel gebruik gemaakt van radar die op walstations geplaatst was, maar vanaf 1980 is er steeds meer gebruik gemaakt van metingen vanuit satellieten. Momenteel is het mogelijk om hiermee een werelddekking te krijgen. Inmiddels zijn er al voldoende jaren met satellietmetingen om ook studies naar het golfklimaat te doen op basis van deze informatie,
Voor het bepalen van het golfbeeld nabij de kust is in veel gevallen de resolutie van satellietmetingen niet voldoende. Daarom worden voor die plekken vooral puntmetingen gedaan. Over het algemeen worden dit soort waarnemingen met golfmeetboeien of met palen (stappenbaak) uitgevoerd.

## Puntmetingen

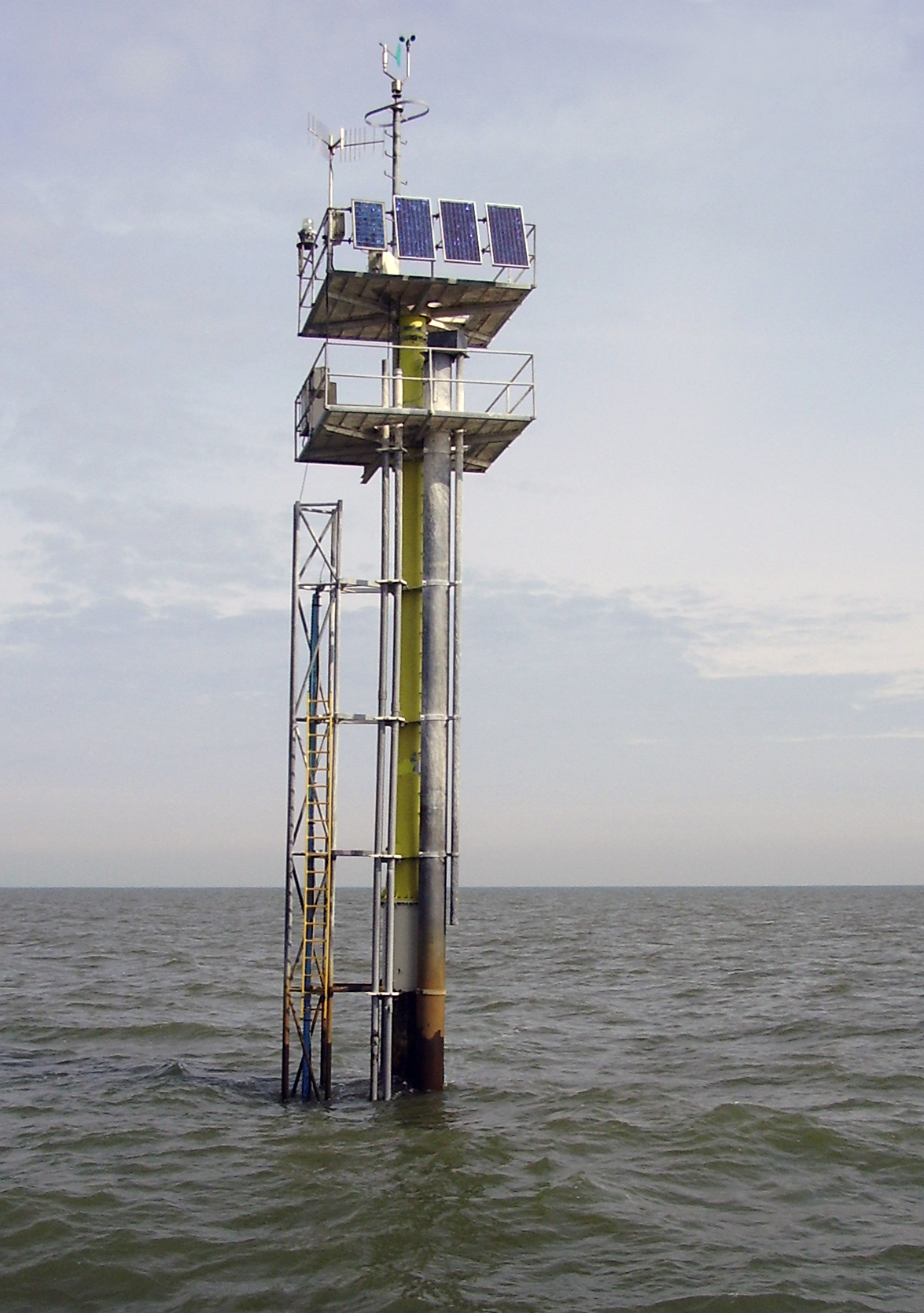
Meetpaal BG-2 (voor het Brouwershavense Gat)

Bij puntmetingen krijgt men op de een of andere manier een tijdregistratie van de wateroppervlakte. Door analyse van deze tijdreeks kunnen de belangrijkste golfparameters bepaald worden.In de meeste gevallen wordt de significante golfhoogte gelijkgesteld aan H1/3, oftewel het gemiddelde van het hoogste derde deel van alle golven in een golfveld. De H1/3 kan met eenvoudige middelen visueel bepaald worden. Door een paal met schaalverdeling in het water te zetten en met een kijker steeds de waarde van de top en het dal van een golf af te lezen krijgt met een lijst van de hoogtes van de individuele golven. Door dit bijv. voor honderd opeenvolgende golven te doen, die waarden vervolgens te sorteren op grootte en het gemiddelde van de grootste 33 te bepalen wordt de waarde van de H1/3 verkregen. Deze methode werkt alleen bij daglicht en op korte afstand van de kust, en wordt daarom niet meer gebruikt. Een vergelijkbare methode maar dan met betrouwbaardere instrumenten is het gebruik van een stappenbaak. Dit apparaat staat in zee (is bijv. aangebracht aan de poot van een booreiland) en bevat een reeks sensoren die waarnemen of die sensor wel of niet onder water is. Zo wordt een tijdreeks van het wateroppervlak bepaald en daar kan dan ook weer bovengenoemde analyse op losgelaten worden om de H1/3 te bepalen.

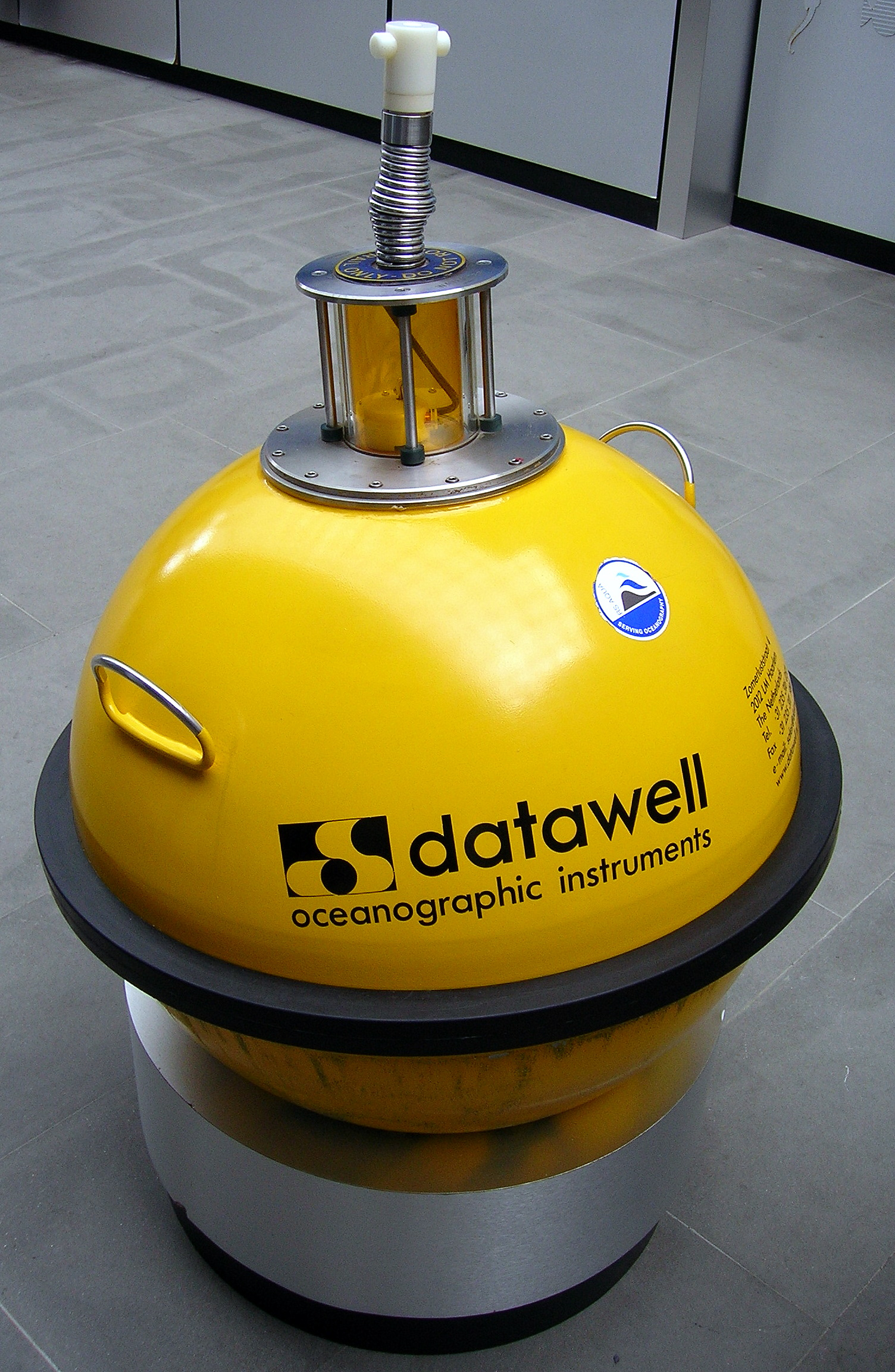
Golfmeetboei

De golfhoogte kan ook gemeten worden met een golfmeetboei. Golfmeetboeien zijn boeien die met de wateroppervlakte meebewegen en een of meerdere versnellingsmeters bevatten. Over het algemeen wordt de versnelling in drie richtingen gemeten, en de kanteling van de boei. Door de gemeten versnelling twee keer te integreren krijgt men informatie over de plaats van de boei als functie van de tijd. Door dit te combineren met informatie over de kanteling kan een precies beeld verkregen worden over de variatie van het wateroppervlak als functie van de tijd. Deze informatie kan realtime doorgestuurd worden naar een walstation voor verdere verwerking, maar kan ook door een processor in de boei verwerkt worden. Vervolgens wordt de geaggregeerde informatie doorgestuurd naar de wal of lokaal opgeslagen. Deze optie wordt vooral gebruikt voor boeien die ver van de wal af liggen.

## Remote Sensing
Bij ruwe zee geven de golven ook een reflectie op radarschermen, een soort ruis. Gebleken is dat er een correlatie is tussen de mate van deze ruis en de golfhoogte. Op grond daarvan is in de periode 1950-1990 een methode ontwikkeld om met radar golfhoogtes te meten. Dit is geen meting in één punt, omdat gebruik gemaakt wordt van de verstrooiing van het radarsignaal in een klein gebied. Hiervoor werd Hoogfrequente radar (HF-radar) gebruikt. In de periode tot ca 1985 werd gebruik gemaakt van zeer omvangrijke radarantennes, maar na die tijd werden de antennes kleiner. Hert systeem is ontwikkeld door NOAA ( CODAR, Coastal ocean dynamics applications radar) en ook beproefd door Rijkswaterstaat. Maar vanwege storing door scheepsradar en de relatief lage opstellingshoogte van het radarstation is dit systeem niet echt van de grond gekomen.
Door de komst van satellieten werd het mogelijk om een radarzender recht boven het waarnemingsgebied te plaatsen. De eerste sensoren werden in de Erts-Satellieten geplaatst, maar na de komst van de Seasat satelliet is deze ontwikkeling echt doorgebroken. Er wordt gebruik gemaakt van een Synthetic Aperture Radar (SAR) aan boord, die werkte in de L-band (frequentie 1,275 GHz) en een radar-altimeter om de hoogte boven het zeeoppervlak te meten. Door de informatie van beide instrumenten te combineren kon een precieze schatting van de golfhoogte worden verkregen. De radar-altimeter meet de hoogte van het zeeoppervlak, maar bepaald deze hoogte als gemiddelde over een gebiedje van enkele tientallen meters. Uit deze hoogte kan dus niet de hoogte van een golf in een bepaald punt afgeleid worden. Maar door de verstrooiing van de radarsignalen door de ruwheid van het zeeoppervlak kan hier wel informatie over verkregen worden.

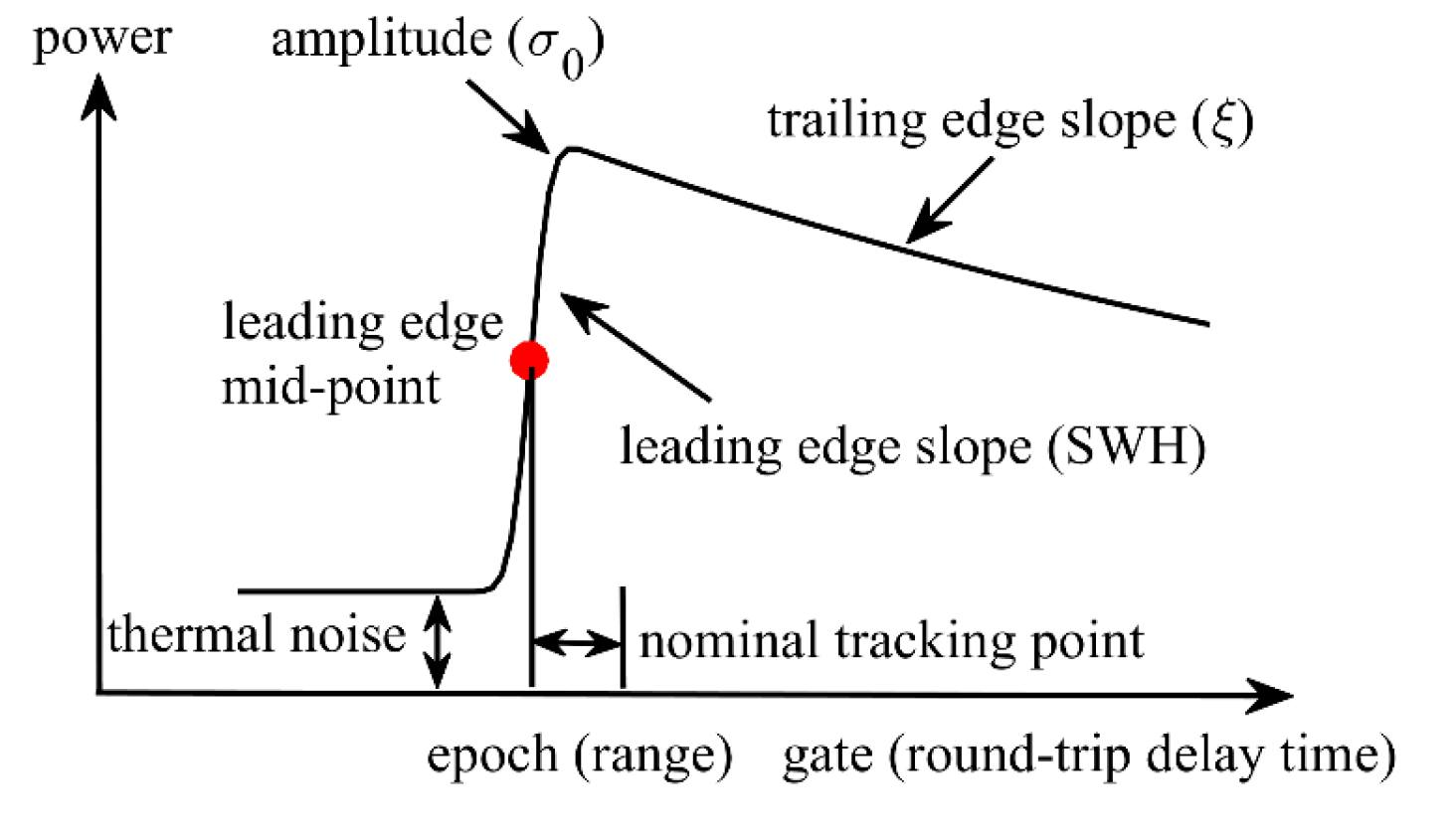
Reflectie van een radarpuls

De reflectiepuls van het radarsignaal heeft boven zee over het algemeen een vorm zoals in de figuur is weergegeven. Op de horizontale as staat de tijd, op de verticale as de weerkaatste energie. De epoch is de tijd tussen uitzenden en ontvangen van het gemiddelde signaal, waaruit de afstand tussen satelliet en zeeoppervlak bepaald kan worden. De helling van de omhooggaande tak (leading edge slope) is een maat voor de golfenergie (feitelijk de ruwheid van het oppervlak) en uit de backscatter coefficient (dit is de amplitude minus de thermal noise) kan informatie over de windsnelheid gehaald worden.

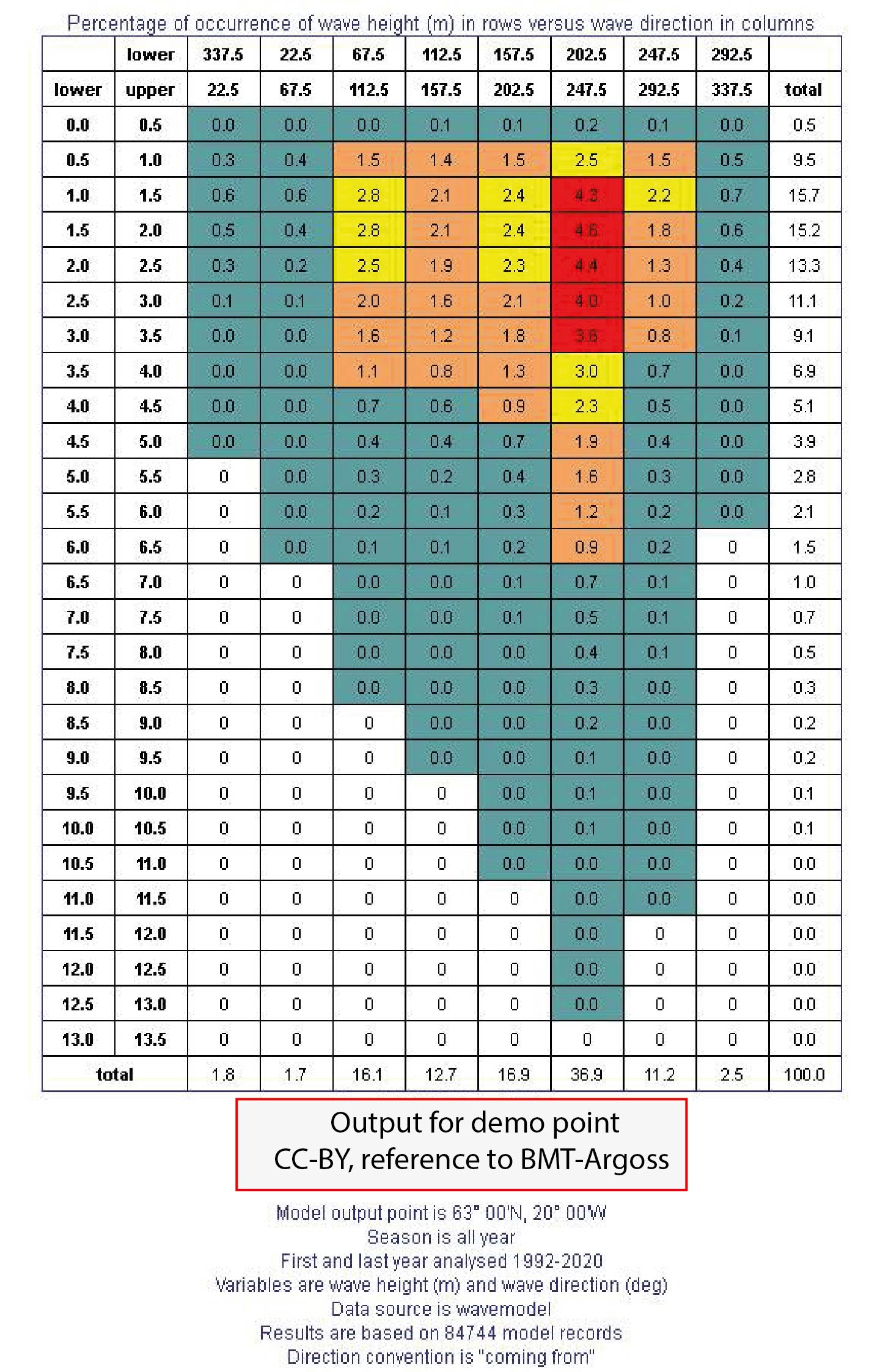

De ruwe informatie van de satellieten wordt over het algemeen vrij beschikbaar gesteld door de eigenaar van de satelliet (bijv ESA), maar dit signaal is niet geschikt voor praktisch gebruik. Een aantal commerciële bedrijven verwerken deze informatie, bepalen golfhoogte en periode voor iedere individuele waarneming en bundelen die in kleine gebiedjes. Zo ontstaat voor ieder gebiedje een verzameling waarnemingen waar men dan een statistische analyse op kan uitvoeren. Zo is voor vrijwel de hele wereld golfstatistiek beschikbaar met gegevens vanaf 1992. Een voorbeeld van zo'n statistiek is bijgaande tabel voor een gebied net ten zuiden van IJsland. Uit deze tabel is af te leiden dat 36,9 % van de tijd de golven uit het zuidwesten komen, dat er golven met een Hs tussen de 12,5 en 13,5 m voorkomen, maar wel minder dan 0,05% van de tijd en dat gedurende ruim 3% van de tijd de Hs groter is dan 6 m. In dit specifieke voorbeeld is een gebiedje gekozen van 200 x 200 km2. Door een kleiner gebied te kiezen is het resultaat meer toegespitst op het specifieke gebied, maar dan zijn er natuurlijk ook minder data beschikbaar. Dus door een kleiner gebied te kiezen neemt de precisie toe, maar de betrouwbaarheid af. (Overigens bij een Hs van 13 m is de hoogste golf in dat golfveld ongeveer 26 m; zie ook monstergolf).
Door de data van deze satellieten te koppelen aan golfmodellen is het mogelijk deze informatie ook ruimtelijk en in de tijd te interpoleren. Hierdoor kan men voor iedere locatie ook een tijdreeks maken van de golfhoogte. Een deze tijdreeks is dan weer te analyseren als een puntmeting. Hierdoor kan men dan ook statistiek van individuele stormen uitwerken, wat relevant is voor het bepalen van bijv. de golfhoogte voor een ontwerpstorm die met een kans van 1/500e per jaar optreedt.